# Axel Waldemarson
Axel Waldemarson, folkbokförd Axel Valfrid Waldemarsson, född 12 november 1918 i Säffle, död 2 maj 2006 i Högalids församling i Stockholm, var en svensk redaktör och politiker (moderat).
Axel Waldemarson var son till en lantmätare. Han var medarbetare i Umebladet 1939–1948 och var chefredaktör för Ung Höger 1949–1954. Han anställdes som politisk medarbetare och ledarskribent på Svenska Dagbladet 1954 och var chef för tidningen ledaravdelning 1978–1983.
Waldemarson satt i stadsfullmäktige i Umeå 1947–1949 och i Stockholm 1954–1979 (från 1971 kommunfullmäktige), åren 1973–1979 som vice ordförande för den moderata fullmäktigegruppen. I Stockholm var han ledamot i stadskollegiet 1960–1970, blev vice ordförande i kommunstyrelsen 1971 och var dess ordförande 1976–1979 (före 1994 var finansborgarrådet inte ordförande i kommunstyrelsen).